# Dasypodaini
Tribu
Les Dasypodaini sont une tribu d'insectes hyménoptères aculéates de la famille des Melittidae ou des Dasypodaidae (selon les classifications), de la sous-famille des Dasypodainae.

## Liste des genres
Selon ITIS (27 aout 2021) :
- genre Dasypoda Latreille, 1802
- genre Samba Friese, 1908

## Liste des genres et espèces
Selon NCBI (27 aout 2021) :
- genre Capicola
  - Capicola hantamensis
  - Capicola nanula
  - Capicola nigerrima
  - Capicola richtersveldensis
- genre Dasypoda
  - Dasypoda altercator
  - Dasypoda argentata
  - Dasypoda braccata
  - Dasypoda cingulata
  - Dasypoda crassicornis
  - Dasypoda dusmeti
  - Dasypoda frieseana
  - Dasypoda hirtipes - synonyme de Dasypoda altercator
  - Dasypoda iberica
  - Dasypoda morawitzi
  - Dasypoda oraniensis
  - Dasypoda pyriformis
  - Dasypoda pyrotricha
  - Dasypoda spinigera
  - Dasypoda suripes
  - Dasypoda visnaga
- genre Eremaphanta
  - Eremaphanta iranica
- genre Hesperapis
  - Hesperapis cockerelli
  - Hesperapis larreae
  - Hesperapis regularis
  - Hesperapis rhodocerata
  - Hesperapis trochanterata